# أخصائي تمريض
أخصائي تمريض أو ممرض جامعي (BSN) هو الخريج الجامعي الذي يحصل على بكالوريوس في علوم التمريض من كلية تمريض مختصة، ويقضي الخريج في بعض البلدان كالسعودية سنة تدريبية (امتياز) بعد التخرج قبل الحصول على ترخيص مزاولة المهنة ويعطى الخريج درجة أخصائي تمريض. وعند اجتياز اختبار NCLEX-RN يعرف باسم الممرض المُسجل(RN) وليس كل BSN يعني انه RN يلزم اجتياز الاختبار، دور اخصائي التمريض ليس فقط في المستشفيات ايضاً تثقيف المرضى والناس حول مختلف الظروف الصحية، وتقديم المشورة والدعم النفسي للمرضى وأفراد أسرهم وأنشاء حملات للتبرع بالدم.

## نبذة عن التمريض الجامعي
وفقا لمكتب إحصاءات العمل الأمريكي يعتبر التمريض الجامعي ضمن أكبر 10 وظائف نمواً.
التمريض الجامعي يتطلب قاعدة كبيرة من المعرفة المستخدمة لتقييم وتخطيط والتدخل لتعزيز الصحة، الوقاية من الأمراض، ومساعدة المرضى على التعامل مع المرض. عند تقديم الرعاية المباشرة للمريض يجب مراقبة وتقييم وتسجيل الأعراض، ردود الفعل والتقدم في الشفاء، والذي يوفر أساسا لتخطيط الرعاية والتدخل التمريضي. يعتبر أخصائي التمريض حلقة الاتصال بين المريض وبين أفراد الفريق الصحي في المؤسسات الصحية المختلفة، فهو الذي يعطي العناية الصحية للمرضى وينفذ الخطط الطبية ويلاحظ المرضى خلال 24 ساعة ويقيم الحالة الصحية والنفسية ومدى استجابة المرضى للعلاج وتوصيل هذه المعلومات إلى الأفراد الآخرين من الفريق الصحي وكذلك يشارك في وضع وتعديل خطة الرعاية الصحية للمرضى. ويعمل اخصائي التمريض في تعزيز الصحة العامة، من خلال تثقيف الناس حول محذرا من علامات وأعراض المرض أو إدارة الحالات الصحية المزمنة. ويمكن أيضا تشغيل الفحوصات الطبية والعيادات والتحصين، وحملات التبرع بالدم، أو غيرها من برامج التوعية المجتمعية. وفي المدارس أو المنازل. يمكن ايضاً ان لا تعمل مباشرة مع المرضى، لكن يجب ان يكون لديك ترخيص اخصائي تمريض نشط. على سبيل المثال، فإنه قد يعمل كمعلمين للتمريض والاستشاريين الرعاية الصحية، ومستشاري السياسات العامة والباحثين ومديري المستشفيات، وفي المبيعات للصناعات الدوائية والمستلزمات الطبية، أو ككتاب الطبية واجراء البحوث. كما يمكنك الحصول على درجة الماجستير أو الدكتوراة في التمريض
عمل اخصائي التمريض في المستشفيات
- أخذ التاريخ المرضي للمريض واعراض المرض
- اعطاء الادوية والعلاج
- وضع خطط لرعاية المريض
- مراقبه المرضى وتسجيل الملاحظات
- التشاور والتعاون مع الأطباء وغيرهم من المتخصصين في الرعاية الصحية
- تشغيل ومراقبة المعدات الطبية وتجهيز الادوات
- إجراء التشخيص وتحليل النتائج
- تعليم المرضى وعائلاتهم كيفية التعامل مع الأمراض أو الإصابات
- شرح ما يجب القيام به في المنزل بعد العلاج

## المهارات
من أجل الحصول على البكالوريوس في علم التمريض يجب أن يكون لدى الطالب القدرة على اكتساب المعرفة والمهارات التالية(مواصفات الخريج):
1. اكتساب المعرفة والمهارات لكي يكون قادراً على العمل بشكل مستقل في مراكز الرعاية الصحية العامة.
2. اكتساب المعرفة في مجال الرعاية التمريضية العامة والخاصة.
3. تطوير المعرفة الذاتية وقوة البصيرة ويظهر ذلك من خلال نظرة أخلاقية وصورة شمولية للإنسان تمكنه من التطور في بناء علاقات جيدة مع المرضى وعائلاتهم.
4. اكتساب المعرفة حول الظروف الاجتماعية التي يمكن أن يكون لها تأثير على صحة الأفراد (الذكور والإناث)
5. اكتساب القدرة والمبادرة في البدء والمشاركة في رفع المستوى الصحي والعناية الوقائية.
6. اكتساب المعرفة التي تتعلق بالاقتصاد ومنظمات الرعاية الصحية.
7. اكتساب المعرفة التي لها علاقة بالتخطيط والقدرة على القيادة والتنسيق في مجال الرعاية الصحية.
8. القدرة على التطور المهني، كالقدرة على العمل الجماعي والتعامل مع الزملاء في مختلف المجالات.
9. اكتساب القدرة على تعليم المرضى وعائلاتهم.
10. القدرة على الإشراف على موظفي الرعاية الصحية.[3]

## الأهداف
- القدرة علي تطبيق مهارات التفكير النظري وحل المشاكل واتخاذ القررات فيما يخص مواضيع ومشاكل الرعاية الصحية التمريضية، تقيم الوضع الصحي للأفراد والعائلات والمجتمع.
- إظهار صورة إيجابية ومستوي عالي للتمريض من خلال استخدام إستراتيجيات الإدارة ومهارات القيادة.
- استخدام العملية التمريضية في توفير الرعاية الصحية.
- استخدام البحوث المتوفرة ذات الصلة الصحية لتحديث الرعاية الصحية.

## التخصصات
- تمريض الرعاية الحرجة(العناية المركزة):رعاية للمرضى الذين يعانون من أمراض وإصابات خطيرة ومعقدة، والحادة التي تحتاج إلى مراقبة المريض عن قرب ولايغادر الغرفة الا نادراً.
- تمريض الطوارئ
- تمريض الأمومة والولادة
- تمريض حديثي الولادة: توفير الرعاية للاطفال حديثي الولادة
- تمريض صحة الأم والطفل
- تمريض الكلى:  الرعاية للمرضى الذين لديهم مشاكل صحية متعلقة الكلى الناتجة عن مرض السكري، وارتفاع ضغط الدم، وتعاطي المخدرات، أو لأسباب أخرى.
- تمرض القلب والاوعية الدموية: يتعامل مع المرضى الذين يعانون من أمراض القلب والأشخاص الذين خضعوا لجراحة القلب.
- تمريض الأورام والسرطان
- تمريض العظام والكسور
- تمريض الصحة النفسية والعقلية
- تمريض اختصاص تخدير
- تمريض المدمنين: يتعامل مع المرضى الذين يحتاجون للمساعدة في التغلب على الإدمان على الكحول والمخدرات وغيرها من المواد.
- تمريض علم الوراثة: توفير الفحص والمشورة والعلاج للمرضى الذين يعانون من اضطرابات وراثية، مثل التليف الكيسي.
- تمريض إعادة التأهيل: تقديم الرعاية للمرضى الذين يعانون من إعاقات دائمة أو مؤقتة.